# Jiří Hilmera
Jiří Hilmera (26. března 1925, Praha – 27. dubna 2009, Praha) byl český historik umění, specializovaný na divadelní architekturu a scénografii, pracovník státní památkové péče.

## Život
V letech 1945–1950 vystudoval dějiny umění na Filozofické fakultě Univerzity Karlovy u prof. Antonína Matějčka, Jana Květa a Václava Mencla a obhájil zde rigorózní práci. Byl pracovníkem státní památkové péče (1947–1961) a redaktorem oborového časopisu Zprávy památkové péče (1953–1961). Zabýval se barokními divadly a barokní scénografií.Od roku 1960 spolupracoval se Scénografickou laboratoří (později Scénografický ústav), v letech 1961–1991 byl vědeckým pracovníkem v divadelním oddělení Národního muzea v Praze a správcem scénografické sbírky.
V letech 1967 a 1992 byl externím přednášejícím na Katedře divadelní vědy FF UK, v letech 1997–1998 na Katedře scénografie DAMU. V letech 1994–1998 se podílel na umělecké topografii Prahy jako spolupracovník Ústavu dějin umění Akademie věd ČR. V letech 2008–2009 byl členem mezinárodního týmu projektu Theatre Architecture in Central Europe. Jako kurátor měl na starosti sekci architektury v české národní expozici na Pražském Quadrienále (1999) a spolupracoval na výstavě Sláva barokní Čechie (2001).
Roku 2006 obdržel Cenu AV ČR za vědecké dílo. Zemřel v Praze 27. dubna 2009.

## Dílo

### Publikace (výběr)
- Jiří Hilmera a kol., Český Krumlov, Praha 1948
- Jiří Hilmera, Prachatice. Městská reservace státní památkové správy, Praha 1954
- Jiří Hilmera, J. Vondra, Domažlice. Městská památková reservace a památky v okolí, Praha 1955, 1959, 1967
- Jiří Hilmera, Hluboká, Praha 1956
- Jiří Hilmera, Jindřichův Hradec. Městská památková reservace a státní zámek, Praha 1957
- Jiří Hilmera a kol., Hrady a zámky. Sborník krátkých monografií o státních hradech a zámcích v Čechách a na Moravě, Praha 1958
- Jiří Hilmera a kol., Litomyšl. Státní zámek a památky v okolí, Praha 1959
- Jiří Hilmera, H Rokyta (eds.), Památná hora Říp. Přírodní reservace a kulturní památky, Praha 1959
- Jiří Hilmera, Zámecké divadlo v Litomyšli, Pardubice 1968
- Jiří Hilmera a kol., František Tröster, Bratislava 1983, Praha 1989
- HILMERA, Jiří. Stavovské národu!, Činohra Národního divadla, Praha 1991, ISBN 80-901074-0-0
- HILMERA, Jiří. Pražská divadla. Praha: Zlatý řez, 1995. 45 s.
- HILMERA, Jiří. Česká divadelní architektura = Czech theatre architecture = Theaterarchitektur der Tschechischen Republik. Praha: Divadelní ústav, 1999. 319 s. ISBN 80-7008-087-6. (česky, anglicky, německy)
- HILMERA, Jiří; KOUBSKÁ, Vlasta. František Tröster : básník světla a prostoru = artist of light and space. Praha: Obecní dům, 2007. 189 s. ISBN 978-80-86339-38-2. (česky, anglicky)
- NEŠLEHOVÁ, Mahulena (ed.); HILMERA, Jiří; ŠVÁCHA, Rostislav. Vlastislav Hofman. Praha: Společnost Vlastislava Hofmana : Ústav dějin umění AV ČR, 2004. 437 s. ISBN 80-903549-1-2. (česky, anglicky)